# FK Vardar Skopje
El FK Vardar Skopje (en Macedònic ФК Вардар) és un club de futbol macedoni de la ciutat de Skopje.

## Història
El Vardar va ser fundat el 1947. Se'l considera el successor del FK Makedonija Skopje, fundat el 1911, i del SSK Pobeda Skopje.
El seu moment més important el va viure l'any 1987, quan amb un equip amb homes com Darko Pancev, Ilija Najdoski, Dragan Kanatlarovski, Čedomir Janevski i Vujadin Stanojkovic guanyà la lliga iugoslava. Guanyà el títol a causa del fet que diversos clubs començaren la competició amb 6 punts de sanció. Aquesta sanció fou retirada per la justícia iugoslava temps més tard i el títol atorgat finalment al FK Partizan. Malgrat tot, el FK Vardar representà Iugoslàvia a la Copa d'Europa del 1987-88.

### Moments memorables
Al llarg de la història del Vardar hi ha hagut molts moments memorables, així com molts partits que han passat a la història. Pels seguidors del club macedoni, per exemple, és motiu d'orgull pensar en la victòria contra el Partizan de Belgrad per 5 a 0. Un altre partit destacable va ser la promoció d'ascens a la Primera divisió iugoslava, que va enfrontar el conjunt macedoni amb el FC Trepca i que el Vardar va guanyar per 2 a 1, aconseguint l'ascens de categoria. En aquesta lliga l'equip de Skopje va fer grans actuacions contra els 4 Grans de Iugoslàvia (FK Crvena Zvezda, FK Partizan de Belgrad, NK Dinamo de Zagreb i HNK Hajduk Split). I evidentment, els més rellevants van ser els que van facilitar que el Vardar es proclamés campió de la Copa de Iugoslàvia el 1987 i de la Lliga de Iugoslàvia el 1987.
Pel que fa a les competicions internacionals, la màxima experiència de l'equip macedoni a nivell europeu va ser durant la temporada de l'any 2003, moment en què el Vardar va estar a punt de classificar-se per la fase de grups de la Champions League.

## Palmarès
- Lliga iugoslava de futbol: 1
  - 1987

- Copa iugoslava de futbol: 1
  - 1961

- Lliga macedònia de futbol: 6
  - 1993, 1994, 1995, 2002, 2003, 2012

- Copa macedònia de futbol: 5
  - 1993, 1995, 1998, 1999, 2007